# Mouvement Normand
De Mouvement Normand (Normandische Beweging) is een politieke organisatie in Frankrijk die meer autonomie voor Normandië wil. In tegenstelling tot veel andere Franse regionalistische groepen, verwerpt ze separatisme en onderschrijft ze het idee dat Normandië een van de delen van Frankrijk is. Zij zien ook de Normandiërs als afstammelingen van de Noormannen. De Mouvement normand is van oorsprong een sterk rechtse beweging, maar is de laatste jaren naar het midden van het politieke spectrum opgeschoven.

## Belangrijkste doelen
- Haute-Normandie en Basse-Normandie zouden in één région "Normandië" verenigd moeten worden (uitgevoerd in op 1 januari 2016).
- De regionale Normandische regering zou meer bevoegdheden moeten krijgen.
- Het "unieke" culturele karakter van Normandië, gevormd door elementen van de Anglo-Normandische en de Keltische cultuur, moet erkend en beschermd worden.